# Jannu
Jannu je hora v Himálaji. Dosahuje výšky 7710 m n. m., což z ní činí dvaatřicátou nejvyšší horu světa. První pokus o výstup na její vrchol provedl v roce 1959 francouzský tým vedený Jeanem Francem. Na vrchol jako první vystoupil o tři roky později tým vedený Lionelem Terrayem. Na vrchol vystoupili po jihovýchodním hřebeni. Výstup přes strmou severní stěnu provedl v roce 1976 tým japonského horolezce Masatsuga Konishiho.